# Corpus Christi (Texas)
Corpus Christi é uma cidade localizada no estado norte-americano do Texas, nos condados de Aransas, Kleberg, Nueces e San Patricio. Foi fundada em 1838 e incorporada em 1852. Seu nome é uma referência à celebração cristã do Corpus Christi.
Trata-se de um importante centro marítimo, cujo porto é cercado de terra e conectado ao golfo do México pelo desfiladeiro de Aransas Pass. A economia da cidade gira em torno do petróleo e do gás natural.
Está localizada a cerca de 200 quilômetros da fronteira estadunidense com o México, e a cerca de 275 quilômetros da capital estadual Austin.

## Geografia
De acordo com o United States Census Bureau, a cidade tem uma área de 1 265,8 km², dos quais 416 km² estão cobertos por terra e 849,8 km² por água.

## Demografia
Segundo o censo nacional de 2010, a sua população é de 305 215 habitantes e sua densidade populacional é de 241,1 hab/km². Possui 125 469 residências que resulta em uma densidade de 301,6 residências/km².

## Marcos históricos
A relação a seguir lista as 16 entradas do Registro Nacional de Lugares Históricos em Corpus Christi. O primeiro marco foi designado em 1 de outubro de 1974 e o mais recente em 21 de outubro de 2020. Aqueles marcados com ‡ também são um Marco Histórico Nacional.
- 600 Building
- Britton-Evans House
- Broadway Bluff Improvement
- Charlotte Sidbury House
- Dunn Ranch, Novillo Line Camp
- Galvan Ballroom
- Mirador de la Flor
- Nueces County Courthouse
- Old Bayview Cemetery
- Oso Dune Site (41NU37)
- Richard King House
- S. Julius Lichtenstein House
- Sherman Building
- Simon Gugenheim House
- Tucker Site (41NU46)
- USS Lexington‡
- Wynn Seale Junior High School